# Gigadō Ashiyuki
Gigadō Ashiyuki (戯画堂 芦幸) est un peintre japonais  de style ukiyo-e à Osaka, actif de 1813 à 1833. Il est élève d'Asayama Ashikuni et poète de haiku.  Ashiyuki (芦幸) est surtout connu pour ses estampes « ōban » (36 × 25 cm) d'acteurs  kabuki, bien qu'il illustre également des livres et dessine des surimono.  

## Nagakuni
Gigadō Ashiyuki utilise le nom « Nagakuni »(長国) de 1814 à 1821. Il existe à Osaka un autre peintre d'estampe connu sous le nom « Shūei Nagakuni » ou encore « Naniwa Nagakuni ». Ce dernier, élève de Urakusai Nagahide, est actif  de 1814 aux années 1820.